# Diana Bandini Rogliani
Diana Bandini Rogliani (Bengasi, 27 de octubre de 1915 - Roma, 9 de agosto de 2006) fue la pareja y posteriormente esposa del actor Totò desde 1935 hasta 1939.

## Biografía
Nacida de una relación extramatrimonial entre su madre Selica Bandini y el coronel Ferdinando Lucchesini, pasó su juventud en un convento hasta que conoció a Totò. Diana y el actor, que estuvo vinculado sentimentalmente con la actriz Liliana Castagnola hasta 1930, se conocieron en Florencia en 1931 durante una gira de Totó, que estaba comprometido en el teatro de revista. La unión contó con la oposición de la madre de la joven, que entonces tenía 16 años, pero ambos volvieron a encontrarse en Nápoles en la primavera del año siguiente y decidieron irse a vivir juntos. La joven comenzó a seguir a Totò en sus giras profesionales. En 1933 la unión -que empezaba a mostrar sus primeras fisuras- se vio reforzada por el nacimiento de su hija Liliana, nombre elegido por Totò en recuerdo de Liliana Castagnola, que se suicidó en 1930. También en 1933, Diana Rogliani firmó con Totó, bajo el seudónimo de Cliquette, el espectáculo de revista Il mondo è tuo.
La pareja decidió casarse el 6 de marzo de 1935. Sin embargo, en 1936, la relación empezó a deteriorarse, probablemente debido a las atenciones que Totò reservaba a las artistas femeninas de la compañía con la que actuaba. El matrimonio parecía haber llegado a su fin con la declaración de nulidad, obtenida gracias a una sentencia dictada en Hungría. Pero Totò y Diana decidieron vivir juntos por su hija hasta que fuera mayor de edad y se casara. Este compromiso se renovó en 1939, cuando la sentencia húngara se hizo oficial también en Italia. La pareja siguió viviendo bajo el mismo techo durante más de diez años.
En 1950, Diana Rogliani le anunció a Totò que había decidido marcharse para contraer un nuevo matrimonio. El artista le dedicó la canción Malafemmena en 1951, por no cumplir su promesa de no salir de casa hasta que su hija Liliana cumpliera 18 años. A pesar de ello, Diana mantuvo buenas relaciones con Totò -que se uniría definitivamente a partir de 1952 con la actriz Franca Faldini- hasta la muerte de éste.